# Taylor Lorenz
Pour les articles homonymes, voir Lorenz.
Taylor Lorenz, née le 21 octobre 1984 à New York, est une journaliste américaine. Elle collabore depuis le 7 mars 2022 au Washington Post, après avoir travaillé pour le New York Times depuis septembre 2019.
Taylor Lorenz est spécialisée culture Internet et médias sociaux ; elle collaborait à la rubrique Styles du New York Times. Elle est l'une des rares journalistes d'un grand média à couvrir le phénomène des influenceurs et créateurs de contenus sur les médias sociaux.